# Bulbophyllum lumbriciforme
Bulbophyllum lumbriciforme är en orkidéart som beskrevs av Johannes Jacobus Smith. Bulbophyllum lumbriciforme ingår i släktet Bulbophyllum och familjen orkidéer. Inga underarter finns listade i Catalogue of Life.